# Kirsten Munk
Kirsten Munk (6 luglio 1598 – 19 aprile 1658) è stata una nobildonna danese.

## Biografia
Era figlia del conte e consigliere Ludvig Munk e di Ellen Marsvin, nobildonna danese.
Divenne amante del re Cristiano IV di Danimarca, vedovo di Anna Caterina del Brandeburgo, riuscendone a diventare la seconda moglie nel 1615. Si trattava tuttavia di un matrimonio morganatico che non consentiva dunque alla eventuale prole di avanzare diritti ereditari al trono.
Kirsten diede alla luce dodici figli:
- Anna Caterina di Schleswig-Holstein (Frederiksborg, 10 agosto 1618-Frederiksborg, 20 agosto 1633);
- Sofia Elisabetta di Schleswig-Holstein (Skanderborg, 20 settembre 1619-Boller, 24 aprile 1657);
- Leonora Cristina di Schleswig-Holstein (Frederiksborg, 8 luglio 1621-Maribo, 16 marzo 1698);
- Valdemar Cristiano di Schleswig-Holstein (Frederiksborg, 26 giugno 1622-Lublino, 26 febbraio 1656), ufficiale nell'esercito svedese;
- Elisabetta Augusta di Schleswig-Holstein (Kronborg, 28 dicembre 1623-9 agosto 1677);
- Federico Cristiano di Schleswig-Holstein (Frederiksborg, 26 aprile 1625-Fyen, 17 luglio 1627);
- Cristiana di Schleswig-Holstein (Haderslevhus, 15 luglio 1626-1670);
- Edvige di Schleswig-Holstein(Haderslevhus, 15 luglio 1626-Christianstad, 5 ottobre 1678);
- Maria Caterina di Schleswig-Holstein (Copenaghen, 29 maggio 1628-Copenaghen, 1º settembre 1628);
- Dorotea Elisabetta di Schleswig-Holstein (Kronborg, 1º settembre 1629-Colonia, 18 marzo 1687).

Nel 1627 divenne contessa del Schleswig-Holstein e i figli avuti da Cristiano assunsero il titolo di conti di Schleswig-Holstein. Essendo infatti il matrimonio con il re solo morganatico, la prole non poteva fregiarsi del titolo di principe.
Accusata di aver frequentato altri uomini, il re si rifiutò di legittimare l'ultimogenita Dorotea Elisabetta e divorziò dalla moglie nel 1630.